# Mark Ayotte
Mark Ayotte (* 12. März 1964 in Ishpeming, Michigan) ist ein ehemaliger US-amerikanischer Schiedsrichter im Basketball, der von der Saison NBA 1995/96 bis zur Saison NBA 2020/21 in der NBA tätig war. Er trug die Uniform mit der Nummer 56.

## Karriere

### Continental Basketball Association
Zunächst arbeitete er für drei Jahre als Schiedsrichter in der Continental Basketball Association.

### National Basketball Association
Ayotte begann im Jahr 1995 seine NBA-Schiedsrichterlaufbahn beim Spiel der Los Angeles Clippers gegen die Orlando Magic. Sein letztes Spiel, die Chicago Bulls gegen die Milwaukee Bucks, leitete er im Mai 2021.
Zuvor war er als Schiedsrichter in der Women’s National Basketball Association tätig.